# 勒伊 (马恩省)
勒伊（法語：Reuil，法語發音：[ʁœj]）是法国马恩省的一个市镇，位于该省西部，属于兰斯区。2023年1月1日，勒伊与邻近的2个市镇合并为新市镇克尔德拉瓦莱，勒伊为新市镇行政中心。

## 地理
勒伊（49°4'56"N, 3°47'59"E）面积5.36 平方千米，位于法国大東部大區马恩省，该省份为法国东北部内陆省份，北起阿登省，西北接埃纳省，西南接塞纳-马恩省，南至奥布省，东南接上马恩省，东临默兹省。
与勒伊接壤的市镇（或旧市镇、城区）包括：维莱苏沙蒂永、班松和奥尔基尼、布尔索、厄伊、旺特伊。
勒伊的时区为UTC+01:00、UTC+02:00（夏令时）。

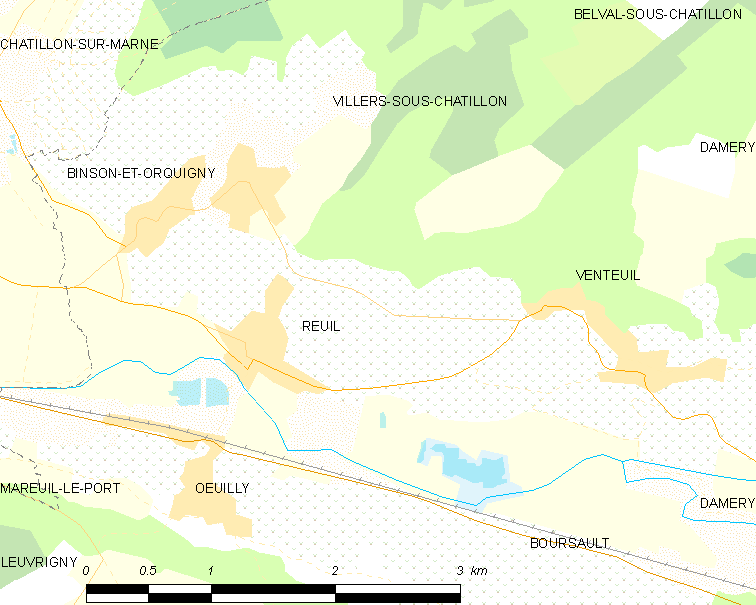
勒伊的OSM定位图

## 行政
勒伊的邮政编码为51480，INSEE市镇编码为51457。

## 政治
勒伊所属的省级选区为多尔芒-香槟景县。

## 人口

1962-2008年间勒伊人口变化图示

勒伊于2019年1月1日时的人口数量为280人。